# Bussolyckan i Sierretunneln

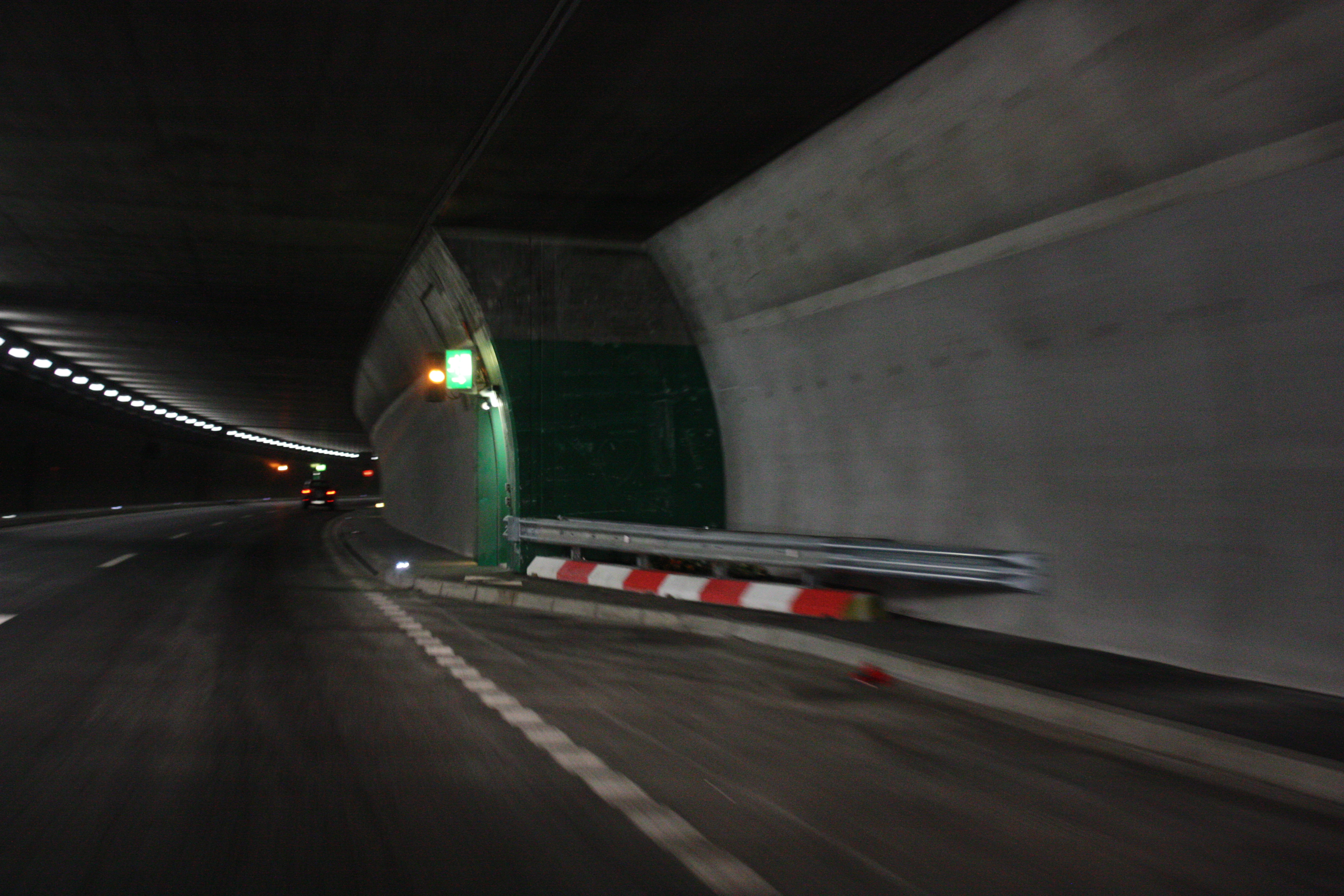
Betongmuren där olyckan inträffade.

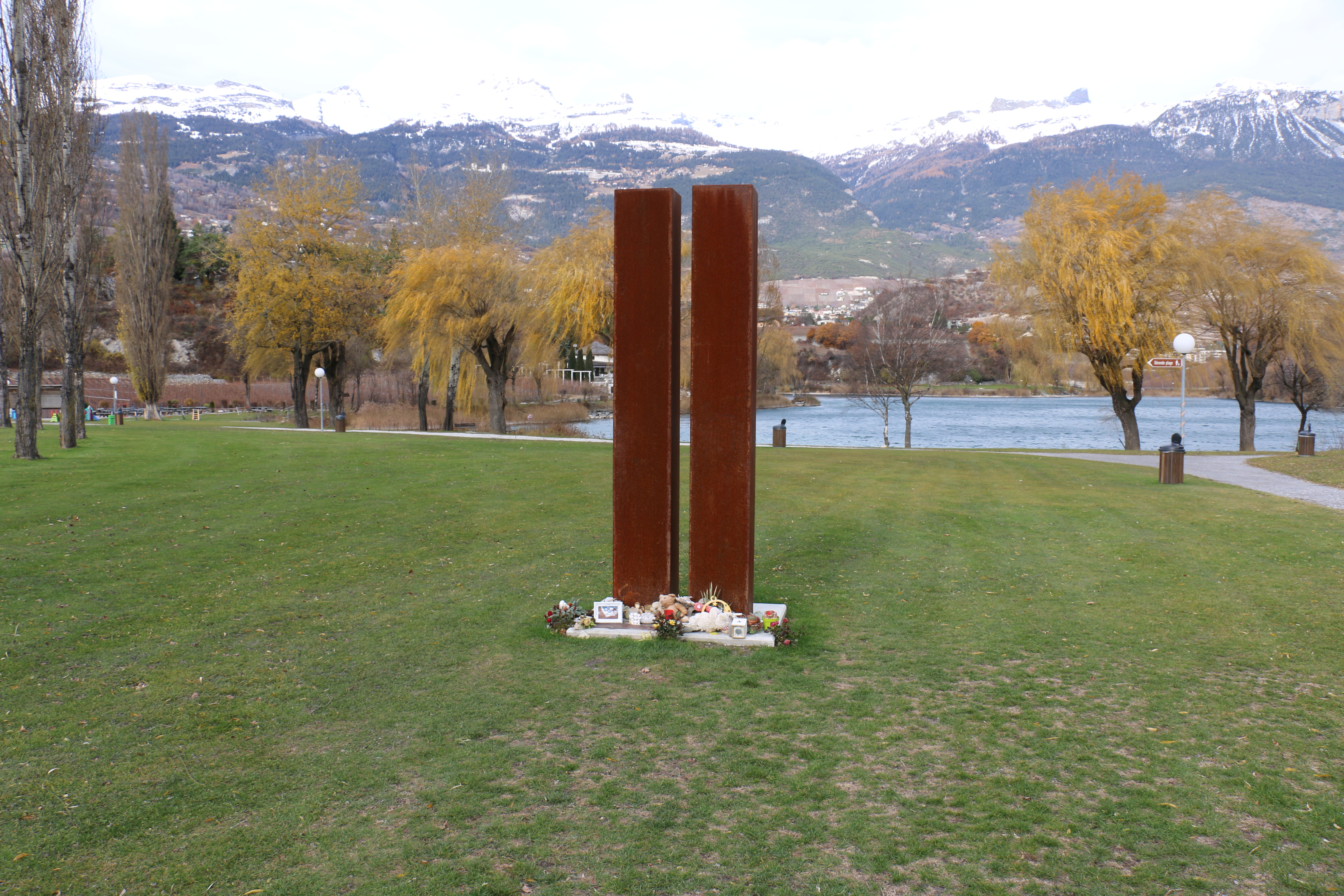
Minnesplatsen för dem som omkom i olyckan.

Bussolyckan i Sierretunneln inträffade den 13 mars 2012 i närheten av Sierre, Schweiz, då en buss med skolbarn från Belgien och Nederländerna återvände från en skidsemester i Saint-Luc, Schweiz. Bussen kraschade in i en betongmur som stack ut nästan vinkelrätt från väggen i Sierretunneln. Vid olyckan omkom 28 av de 52 personer som fanns på bussen. Av de 28 omkomna var 6 vuxna (2 bussförare och 4 lärare) och 22 tolvåriga skolbarn.
Bussolyckan är den värsta olyckan i en motorvägstunnel i Schweiz historia, och landets näst värsta trafikolycka. Utöver de 28 omkomna hamnade ytterligare 24 skolbarn som överlevde olyckan på sjukhus med skador av varierande svårighetsgrad. Trots två utredningar, varav den första avslutades i maj 2013 och den andra i juni 2014, har man inte kunnat avgöra orsaken till olyckan. Inga tekniska fel på bussen kunde fastställas och olyckan tros därför bero den mänskliga faktorn, men bussföraren bedöms inte ha begått något brottsligt.
Bussolyckan i Sierretunneln uppvisar likheter med Måbødalolyckan den 15 augusti 1988 i Norge, då en svensk buss kolliderade med en betongmur inne i Måbøtunneln varvid 12 skolbarn och 4 vuxna omkom.

## Passagerare
De flesta av passagerarna var belgiska medborgare. Fem av de nio nederländska passagerarna omkom. Även en pojke med dubbla medborgarskap (belgiskt-brittiskt) omkom.
| Land                    | Passagerare | Omkomna |
| ----------------------- | ----------- | ------- |
| Belgien                 | 39          | 21      |
| Nederländerna           | 10          | 6       |
| Belgien/ Storbritannien | 1           | 1       |
| Tyskland                | 1           | 0       |
| Polen                   | 1           | 0       |
| Totalt                  | 52          | 28      |